# رزم‌ناو کلاس ادمیرال
بتل‌کروزر کلاس ادمیرال (به انگلیسی: Admiral-class battlecruiser) یک کلاس از کشتی است که طول آن ۸۶۰ فوت (۲۶۲٫۱ متر) می‌باشد.